# Schiacciata

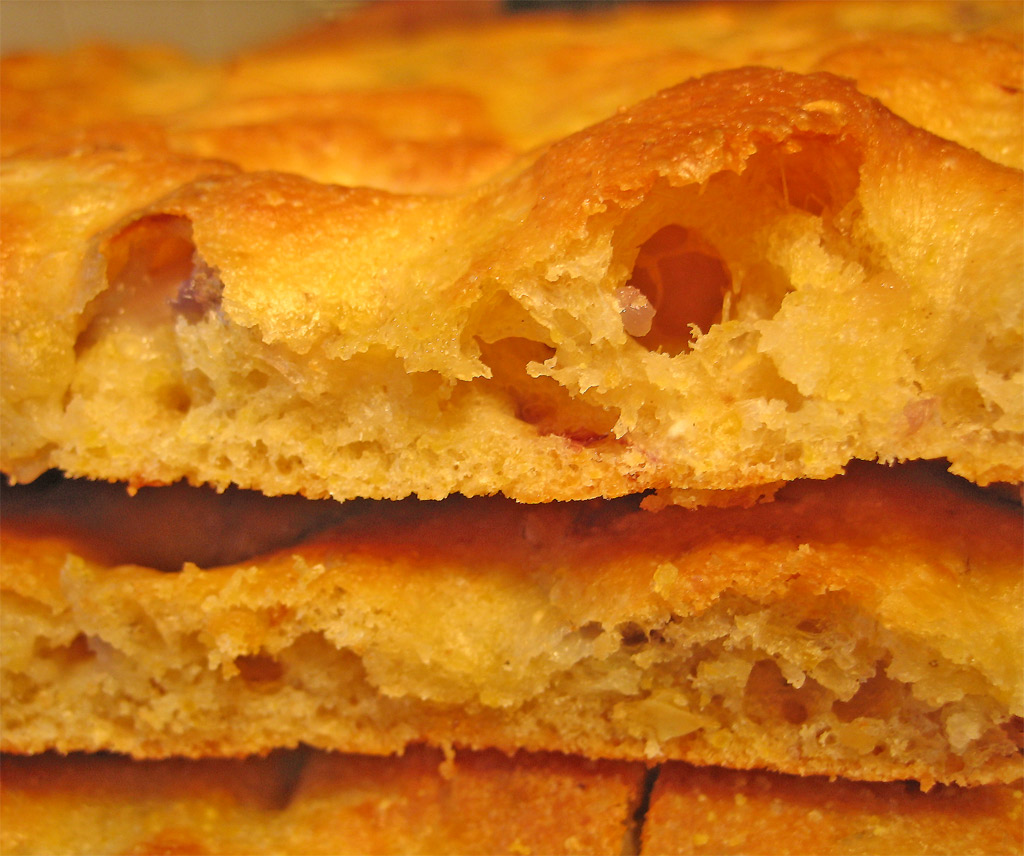
Schiacciata de maíz con chicharrón y cebolla roja.

La schiacciata es una focaccia toscana cocida en horno y condimentada con aceite de oliva y sal.
Antes de meterla en el horno, se comprime la mezcla con los dedos en algunos puntos, obteniendo así, tras la cocción, los característicos agujeros (buchi). También puede untarse con manteca, llamándose entonces schiacciata unta (‘untada’).
Una variante es la hecha con salumi (fiambre, siendo el más indicado la mortadela) o queso, aunque el relleno cambia según los gustos.
La Toscana ha registrado como prodotto agroalimentare tradizionale la schiaccia di Grosseto y la schiaccia pizzicata di Montiano.

## Schiacciata catanese
La variante de Catania consiste en rellenar la masa de pan con queso curado (preferiblemente sin sal), anchoas sin aceite, pimienta, aceite o alternativamente alcachofa (o brécol), aceituna negra, anchoas, aceite, sal y pimienta. Existen muchas variantes.